# Carl Th. Dreyer
Carl Theodor Dreyer Nilsson (mest känd som Carl Th. Dreyer eller Carl Dreyer), född 3 februari 1889 i Köpenhamn, död där den 20 mars 1968 (i stadsdelen Frederiksberg), var en av dansk filmregissör och manusförfattare med svenskt påbrå. Trots en blygsam produktion (14 långfilmer och åtta kortfilmer under 44 år, varav bara fem långfilmer efter stumfilmstiden) betraktas han som en av världens främsta filmregissörer,  vars bildspråk påverkat regissörer som Alfred Hitchcock, Ingmar Bergman, Robert Bresson, Andrej Tarkovskij, Jean-Luc Godard, Alain Resnais och landsmannen Lars von Trier.

## Biografi
Carl Th. Dreyer föddes i Köpenhamn som utomäktenskaplig son till den skånska hushållerskan Josefine Bernhardine Nilsson och hennes arbetsgivare, den i Skåne bosatte danske godsägaren Jens Christian Torp. Eftersom Torp var gift och förbindelsen skulle hållas hemlig, överlämnades pojken för adoption. Två år senare blev Josefine Nilsson gravid igen, men dog under ett abortförsök. Under sina två första år vistades Dreyer på barnhem i Köpenhamn innan han slutligen adopterades av typografen Carl Theodor Dreyer och hans maka Inger Marie, född Olsen. De gav pojken samma förnamn som adoptivfadern. Carl hade ett gott förhållande till sin adoptivfader, men kom aldrig överens med sin adoptivmor. Om adoptivfamiljen har Carl Th. Dreyer själv skrivit att den ”lät mig ständigt veta att jag måste vara tacksam för den mat jag fick, och att jag inte hade rätt att ställa några som helst krav, eftersom min mor smitit från att betala för mig genom att lägga sig ner och dö."  Efter de första åren i kommunal skola kostade dock adoptivföräldrarna på honom utbildning vid den välansedda privatskolan Frederiksberg Realskole. Enligt personer som var hans klasskamrater var han både begåvad och flitig, men samtidig även elegant skarp och ironisk.
Efter att ha vantrivts som kontorist och bokhållare på två olika företag lyckades han 1910 få anställning som journalist på Berlingske Tidende och därefter på Ekstra Bladet. Vid sidan av journalistiken skrev han fyra filmmanus för ett litet produktionsbolag, och detta ledde till att han 1913 anställdes av Nordisk Film, först för att förbättra textskyltarna på bolagets stumfilmer, och sedan för att både bedöma insända manuskript. Under den perioden skrev han dessutom drygt 30 filmmanus själv, varav 20 blev film.
1918 gav Nordisk Film honom chansen att regissera sin första film, Presidenten, som fick premiär 1919 och som delvis spelades in på Gotland. Nordisk Film började dock få dålig ekonomi och bolagets filmproduktion sjönk rejält, så 1920 for han till Sverige och gjorde komedin Prästänkan för Svensk Filmindustri. 1921-1925 gjorde han några filmer i Berlin, Köpenhamn och Oslo för olika filmbolag. Hans genombrott kom med den danska komedin Du skal Ære din Hustru (1925), som han gjorde för filmbolaget Palladium. När den filmen visades i Paris för olika filmbolagsdirektörer och kritiker blev de mycket begeistrade, och han erbjöds arbete i Paris för Société générale de Films. Detta ledde till hans stora internationella genombrott 1928 med den numera klassiska filmen om Jeanne d'Arc: En kvinnas martyrium.
Dreyers första ljudfilm var Vampyren som han gjorde 1932 i Tyskland. Men filmen blev ingen publikframgång och Dreyer återvände till Danmark. Först 1943 följde nästa film, Vredens dag. 1955 kom så filmen Ordet, efter Kaj Munks skådespel, vilken tilldelades Guldlejonet vid filmfestivalen i Venedig.
Innan Lars von Trier slog igenom var Dreyer den mest kände danske filmregissören. Filmerna är expressionistiska med många psykologiska skräckmotiv och genomsyrade av Carl Theodor Dreyers religiösa uppgörelser.

## Filmpris
Till Dreyers minne utdelar Carl Th. Dreyers Minnesfond i Köpenhamn årligen den 3 februari Dreyerpriset till filmskapare inom dansk film. Priset instiftades 1992.

## Filmografi i urval

### Regi långfilmer
- 1919 – Presidenten
- 1920 – Prästänkan
- 1921 – Blad ur Satans bok
- 1922 – Die Gezeichneten
- 1922 – Det var en gång
- 1924 – Mikael
- 1925 – Du skal ære din hustru
- 1926 – Glomdalsbruden
- 1928 – En kvinnas martyrium
- 1932 – Vampyr
- 1943 – Vredens dag
- 1945 – Två människor
- 1955 – Ordet
- 1964 – Gertrud

### Filmmanus
- 1920 – Prästänkan
- 1921 – Blad ur Satans bok
- 1926 – Glomdalsbruden
- 1945 – Två människor
- 1955 – Ordet
- 1964 – Gertrud